# 峪口地区
峪口地区是中华人民共和国北京市平谷区下辖的一个地区办事处，西邻顺义区，同时保留峪口镇名称，其行政事务机构实行“一套人马，两块牌子”的体制，地区办事处与镇政府合署办公。
民国时期属河北省三河县。1952年后，三河县下属的李遂镇、杨镇、张镇划归北京市顺义区，马坊镇、大兴庄镇、峪口镇划归北京市平谷区。

## 行政区划
峪口地区下辖20个村委会：
大官庄、小官庄、中桥、东樊各庄、西樊各庄、蔡坨、兴隆庄、胡家营、峪口、南杨家桥、北杨家桥、南营、西营、云峰寺、厂门口、梨各庄、坨头寺、胡辛庄、桥头、三白山。